# الکساندر فولیفوروف
الکساندر فولیفوروف (انگلیسی: Alexander Foliforov؛ زادهٔ ۸ مارس ۱۹۹۲) دوچرخه‌سوار اهل روسیه است.
از باشگاه‌هایی که در آن بازی کرده‌است می‌توان به گازپروم-روس‌ولو اشاره کرد.